# バルスーズ
バルスーズ（原題：Les Valseuses）は、1974年公開のフランス映画。監督：ベルトラン・ブリエ。犯罪に明け暮れる青年たちの無軌道な性を荒唐無稽なタッチで描いた、インモラルな青春映画。Les valseusesとは、標準フランス語で「ワルツを踊る女たち」という原義のほかに、睾丸を指すスラングの意味がある。

## 概要
ジェラール・ドパルデュー、ミウ＝ミウ、パトリック・ドヴェールは本作で人気を獲得した。また、ジャンヌ・モロー、『禁じられた遊び』の子役で知られたブリジット・フォッセーといったベテラン女優や、デビュー直後のイザベル・ユペールが、ヌードシーンや濡れ場を演じている。
日本では公開翌年の1975年に劇場公開されたのち、1995年に再上映された。

## スタッフ
- 監督・脚本：ベルトラン・ブリエ
- 脚本：フィリップ・デュマルセル（フランス語版）
- 撮影：ブルーノ・ニュイッテン
- 音楽：ステファン・グラッペリ
- 製作：ポール・クロードン（フランス語版）

## キャスト
- ジェラール・ドパルデュー：ジャン＝クロード
- パトリック・ドヴェール：ピエロ
- ミウ＝ミウ：マリ＝アンジュ
- ジャンヌ・モロー：ジャンヌ・ピロル
- ジャック・シャイユー（フランス語版）：ジャック・ピロル
- ブリジット・フォッセー：電車に乗った女性
- イザベル・ユペール：ジャクリーヌ
- クリスチャン・アレール（フランス語版）：ジャクリーヌの父アンリ
- クリスティアーヌ・ミュレール（フランス語版）：ジャクリーヌの母
- ミシェル・ペイルロン（フランス語版）：医師
- エヴァ・ダミアン（フランス語版）：医師の妻
- ジェラール・ブカロン（フランス語版）：カルノ
- ドミニク・ダヴレー（フランス語版）：ユルシュラ
- マルコ・ペラン（フランス語版）：スーパーの警備員
- ジャック・リスパル（フランス語版）：マトン
- ジャラール・ジュニョ（フランス語版）：休暇する一家の父
- ティエリー・レルミット：ドアマン